# Chaetostigmoptera montivaga
Chaetostigmoptera montivaga är en tvåvingeart som först beskrevs av Villeneuve 1919.  Chaetostigmoptera montivaga ingår i släktet Chaetostigmoptera och familjen parasitflugor. Inga underarter finns listade i Catalogue of Life.